# Колм Мини
Колм Џ. Мини (енгл. Colm J. Meaney; Даблин, 30. мај 1953) ирски је позоришни, филмски и ТВ глумац.
Најпознатији по улози Мајлса О'Брајена у телевизијским серијама Звездане стазе: Следећа генерација и Звездане стазе: Дубоки свемир 9. Стално учествује у телевизијским пројектима од Ред и закон до Симпсонових.